# Atlas catalan
Pour les articles homonymes, voir Atlas.
L'Atlas catalan est un portulan du XIVe siècle, réalisé en 1375 et traditionnellement attribuée à Abraham Cresques, un cartographe juif majorquin de Palma, et à son fils Jehuda Cresques.

## Histoire
Il est offert, dans les années 1370, par Jean Ier, alors infant du roi d’Aragon Pierre IV, au roi de France, Charles VI, tout juste couronné roi et lui-même cousin de l’épouse de l’infant, Yolande de Bar, qui apporte l'Atlas en France en 1381,. L'atlas est attesté dans l'inventaire de la bibliothèque du roi de France en 1380 puis fait partie des collections royales. Son attribution à Abraham Cresques (v. 1325 - v. 1387) est attestée par une lettre de l'infant Jean d'Aragon par l'intermédiaire de Joan de Janer, son chambellan :
« Seigneur Jean : Nous avec notre lettre notifions notre cher cousin le roi de France que nous lui envoyons par... Sire Guillaume de Courcy, porteur de la présente, une nôtre mappemonde. Et comme P[èrel Palau a ladite mappemonde, nous voulons et vous ordonnons que au dit Père remettiez une lettre que nous vous envoyons incluse dedans celle-ci et que tantôt livriez ou fassiez livrer la susdite mappemonde au mentionné seigneur Guillaume, sans que de reconnaissance ni de récépissé mention soit faite. Et ceci fait, procurez-vous Cresques le Juif qui ladite mappemonde a faite, lequel, s'il est là, comme nous pensons qu'il doit être, se trouve dans la juiverie, et, vous présent, il informera le dit Sire Guillaume de toute chose que nécessaire soit, afin qu'il puisse le transmettre au roi [de France]. Et en cas que le dit Juif n'y soit pas, procurez-vous deux bons marins qui de la dite mappemonde informent le susdit Sire Guillaume au mieux qu'ils pourront. »
Considéré comme le chef-d'œuvre de la cartographie du XIVe siècle, il est aujourd'hui conservé à la Bibliothèque nationale de France (cote MSS. ESP. 30).

## Contenu

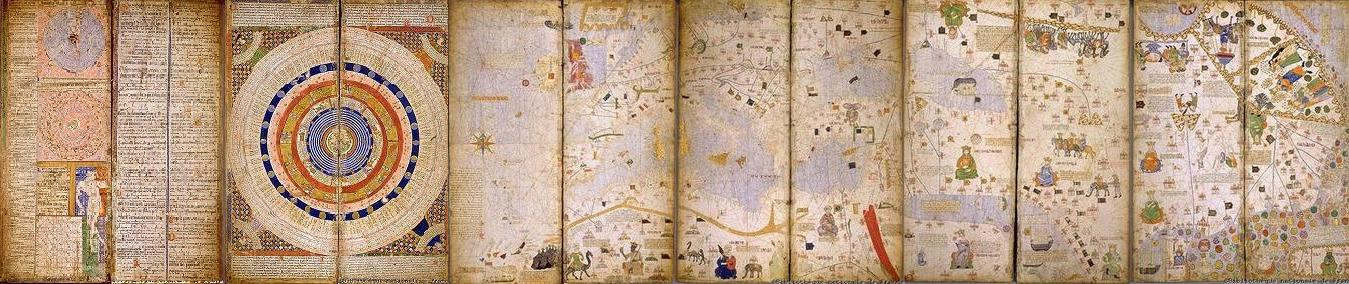
Les six parchemins de l’Atlas catalan.

L'Atlas se compose de six feuilles de vélin pliées en deux, collées sur des supports de bois qui étaient à l'origine reliés mais que l'usure a fini par séparer. Chacune de ces planches mesure 69 x 20 cm et chaque feuille mesure 64,5 × 50 cm. Deux des feuilles contiennent des informations d'ordre cosmographique et astrologique, tandis que les quatre autres, richement illuminées au recto et une autre au verso, constituent la mappemonde à proprement parler.
Sa partie occidentale documente des terres bien connues à l'époque : l'Europe, l'Afrique du Nord et le bassin méditerranéen. Elle présente les mêmes caractéristiques que les portulans contemporains, tout en y ajoutant de nouvelles connaissances, attestant de savoir avancé des marchands et cartographes majorquins du XIVe siècle. En revanche, sa partie orientale remplit les espaces méconnus de l'Asie de divers éléments mythologiques, sans négliger les informations rapportées par Marco Polo ou Jean de Mandeville.

### Première feuille

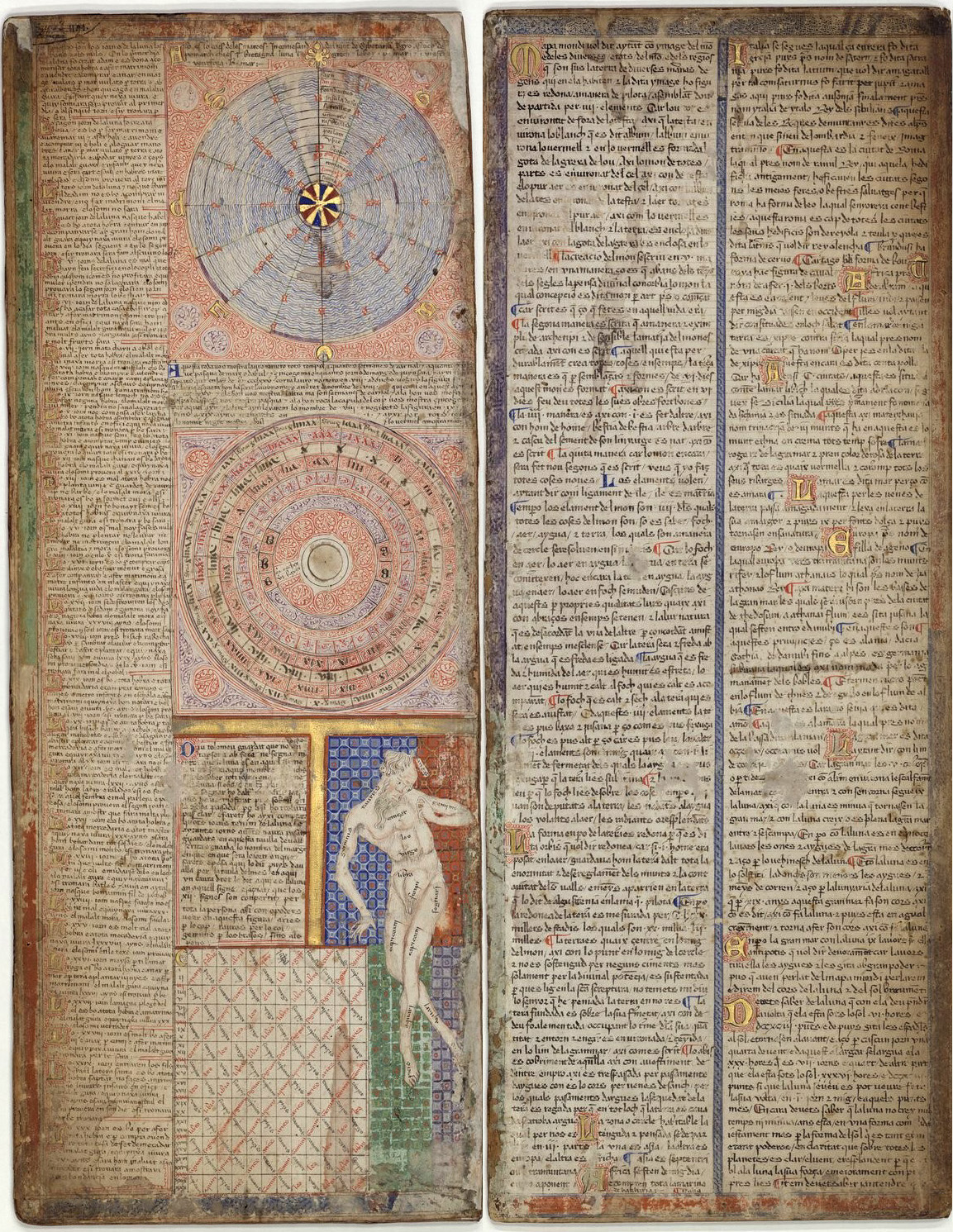
La première feuille.

La première feuille se compose d'une cosmographie inspirée par plusieurs savants du Moyen Age et de l'Antiquité à l'instar d'Honoré d'Autun, d'Isidore de Séville et de Ptolémée. Elle débute par un texte qui rappelle l'origine du monde d'après la Genèse ce qui permet de dresser une liste des jours fastes et néfastes. Le texte rend ensuite compte de la somme des connaissances astronomiques de l'époque, dont la sphéricité de la Terre, ainsi qu'une série d'informations océanographiques utiles au commerce maritime. Le texte est enfin accompagné d'une table des marées, d'un schéma de détermination des fêtes mobiles, d'une représentation d'un homme zodiacal ainsi qu'un tableau lunaire.

#### Schéma de détermination des marées
Le premier diagramme circulaire permet de calculer les marées de la Manche, de l'île de Sein à l'embouchure de la Seine. Il s'agît d'une des plus anciennes cartes des marées connues à ce jour.
Le schéma se compose comme une rose des vents, chaque vent étant signalé par son initiale en catalan, à l'inverse de la rose des vents de la troisième feuille qui les fait apparaitre complètement, mais en italien. Ce disque est divisé en une série de 14 anneaux concentriques eux-mêmes divisés en 16 parts. Ainsi divisé, le cadran permet de représenter un cycle lunaire entier de 24 heures et 50 minutes. Les lettres P et B indiquent les marées hautes et basses (du catalan Plenamar désignant le flot et Baixamar le jusant).

#### Schéma de détermination des fêtes mobiles
Le second schéma propose une méthode de calcul à partir du nombre d'or des fêtes de Pâques, de la Pentecôte et de la période entre l’Épiphanie et le mercredi des Cendres, permettant traditionnellement de dater les semaines du carnaval. Formé de 9 anneaux concentriques eux-mêmes divisés en plusieurs parties inégales, la lecture de ce diagramme repose sur l'utilisation d'un index aujourd'hui disparu.

#### L'homme et le tableau zodiacaux

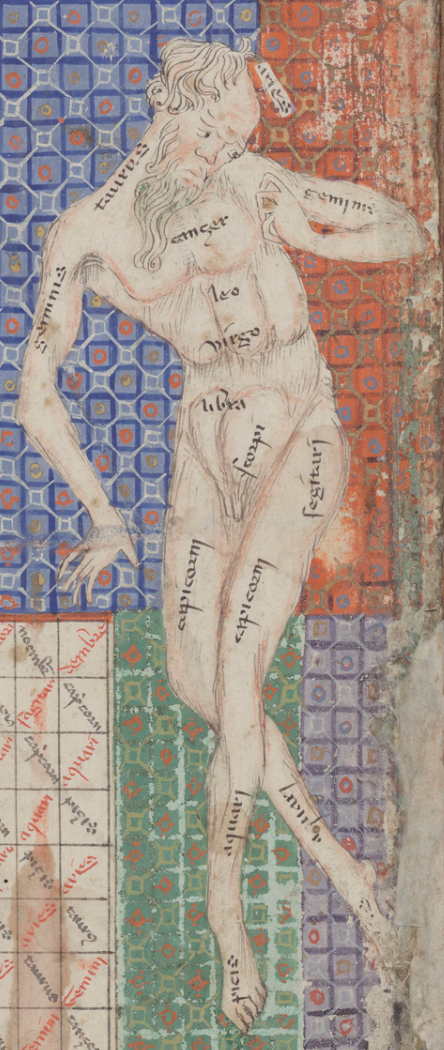
Détail représentant l'homme zodiacal inspiré par l'astrologie.

Dans le dernier ensemble schématique figure un homme nu sur lequel figurent les différents signes du zodiaque correspondant aux différentes parties du corps telles que décrites dans l'Almageste de Ptolémée dont l'auteur se revendique explicitement. Le dessin est accompagné d'une légende explicative ainsi que d'un tableau d'une année lunaire permettant d'associer des phases de la lune à un signe du zodiaque. Chaque signe étant lui-même traditionnellement associé à une partie du corps (le taureau pour le cou, le lion pour le cœur...), les documents permettent de réguler l'usage des saignées sur les différentes parties du corps en tenant compte du contexte astrologique.

### Deuxième feuille

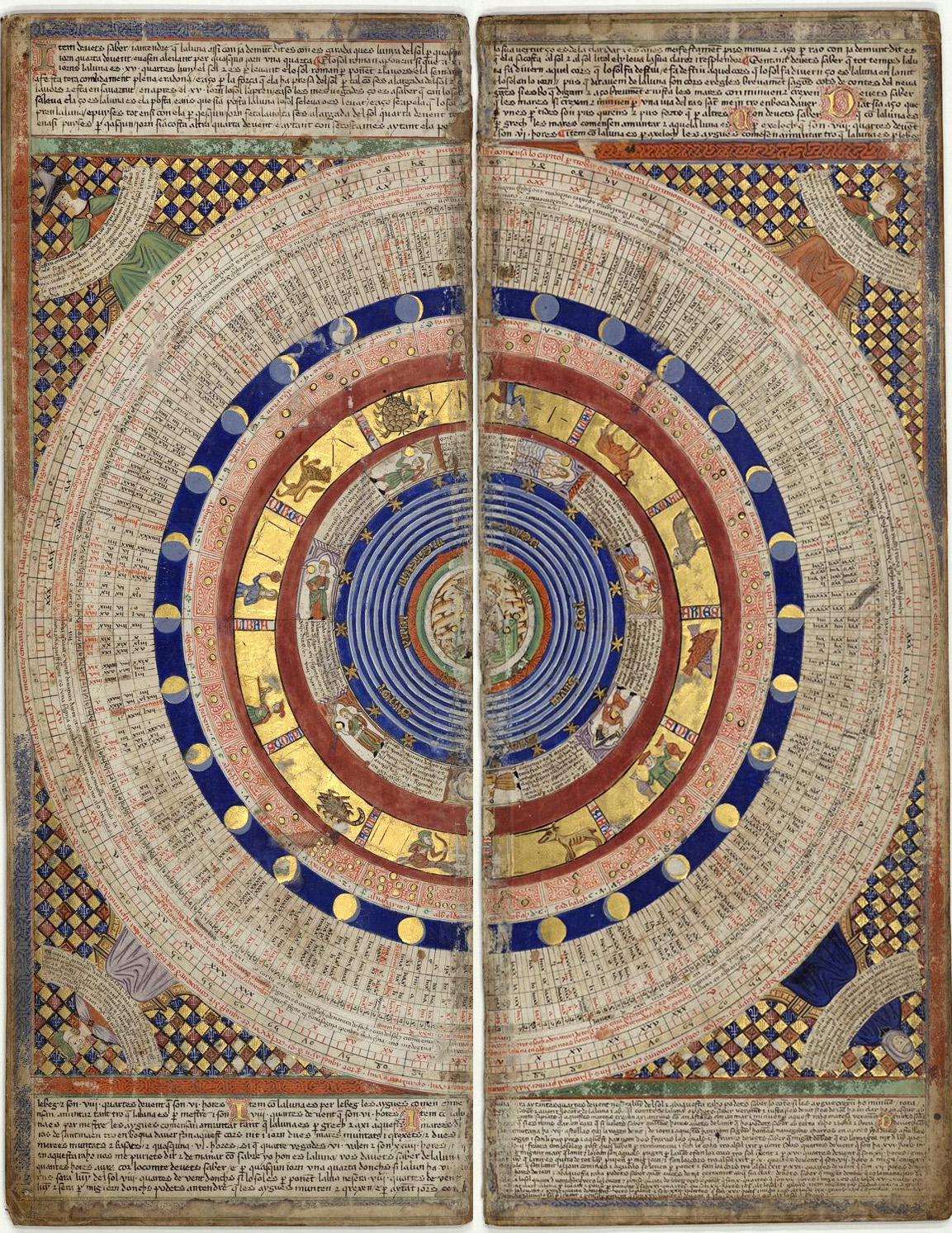
La deuxième feuille.

La deuxième feuille est essentiellement consacrée à un vaste calendrier universel de forme circulaire qui vient apporter des informations complémentaires aux textes de la première feuille. Il s'agît d'un exemple caractéristique de géocentrisme médiéval toujours dans la tradition ptolémaïque et aristotélicienne. En effet, au centre du calendrier figure la planète Terre, elle-même représentative de l'élément terre, à la suite de quoi, les premiers anneaux concentriques représentent successivement les éléments de l'eau en blanc, de l'air en vert et du feu en rouge. Enfin, les sept anneaux bleutés suivants constituent les orbites des sept planètes d'après Ptolémée, à savoir successivement la Lune, Mercure, Vénus, le Soleil, Mars, Jupiter et Saturne. Le nom des planètes est inscrit en lettres d'or dans la forme de leur orbite. Ensemble, elles forment le cosmos, n'appartenant pas aux quatre éléments, les planètes constituent la cinquième essence de l'univers, la quintessence d'après Aristote. Cette première série d'anneaux est fermée par un cercle constitué de 19 étoiles figurant les 19 années tropiques du cycle de Méton.
La série d'anneaux successifs offre des représentations allégoriques des différentes planètes, accompagnées de légendes précisant la nature des astres. À titre d'exemple, le soleil est décrit comme une « très noble planète », de la nature « du feu, chaud et sec ». L'anneau d'après représente quant à lui les 12 signes du zodiaque. Enfin, le dernier anneau figuratif représente l'ensemble d'un cycle lunaire.
Ce n'est qu'après ces différentes séries d'anneaux que commence réellement le calendrier. Hors du cercle, dans les quatre extrémités de la feuille quatre femmes représentent le découpage d'une année en quatre saisons. Elles tiennent chacune dans leurs deux mains une légende indiquant les caractéristiques de la saison, les heures moyennes des journées ainsi que les différents signes du zodiaque qui leur sont associés.
Le texte du haut, quant à lui, est une suite directe du texte de la feuille précédente. Il donne plusieurs indication sur les méthodes de calcul de position et de cycle de la lune, ainsi qu'une série de méthodes de calcul de façon à déterminer les heures de lever et de coucher du soleil.

### Troisième feuille

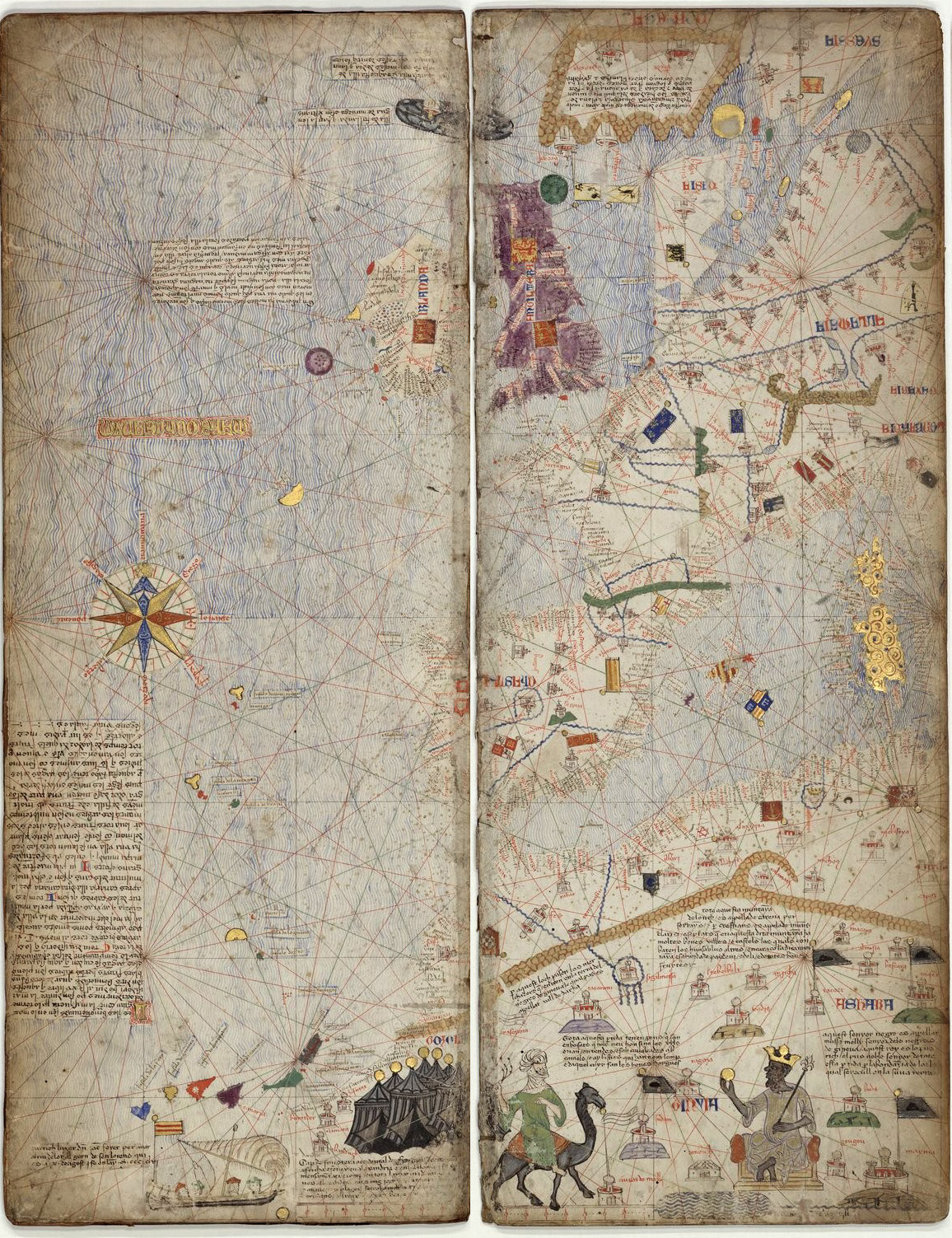
La troisième feuille.

La troisième feuille constitue la première partie de la mappemonde à proprement parler. Elle représente la partie la plus septentrionale de l'Europe et de l'Afrique subsaharienne et laisse une place importante à l'océan Atlantique. Tout à fait à gauche figure la première représentation connue d'une rose des vents sur un planisphère. À l'inverse de la rose des vents présente dans la première feuille, les vents sont ici nommés entièrement en italien et non plus seulement avec leurs initiales catalanes.
Cette feuille offre une représentation très détaillée des côtes de l'Europe de l'ouest et du nord de l'Afrique, et atteste d'une bonne connaissance de ce territoire qui correspond à l'espace vécu des cartographes majorquins. Le caractère original de cette feuille réside surtout dans la description précise et historique du territoire subsaharien. Alors qu'à cette époque, le désert du Sahara demeure méconnu des cartographes occidentaux qui tendent à le représenter comme une vaste étendue peu propice à la vie, Abraham Cresques insiste quant à lui sur son caractère fortement anthropisé. Il atteste également de sa connaissance du commerce transsaharien et de ses principaux acteurs.

#### L'expédition de Jaume Ferrer

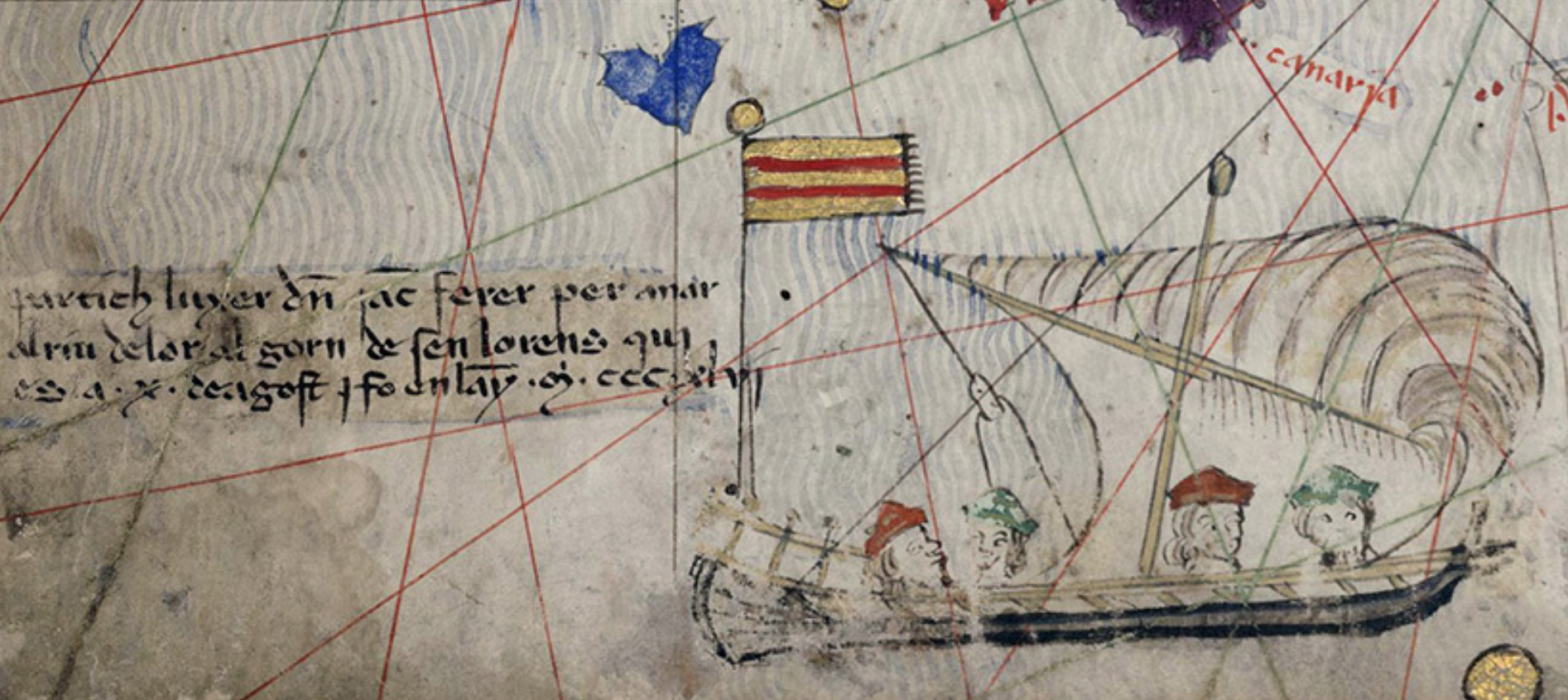
Représentation de l'expédition de Jaume Ferrer.

Tout à fait au sud-ouest de la carte, au sud des îles Canaries, l'auteur témoigne de l'intérêt de Majorque vis-à-vis de l'exploration de la côte occidentale de l'Afrique en faisant le choix de représenter l'expédition de Jaume Ferrer (en), dont il précise qu'il est parti le 10 août 1346 à la recherche du légendaire « riu d'Or », le fleuve de l'or. Il s'agît du premier document à faire mention de cette expédition dont l'échec ou la réussite ne nous est pas connu.
Au nord du bateau, les îles Canaries sont représentées avec une grande précision de façon multicolore. Situées tout à fait à l'occident de la mappemonde, elles sont allégoriques des îles des Bienheureux, symbole grec du paradis alors que par opposition l'extrême-orient est chargé de figures démoniaques.

#### Le marchant sahandja

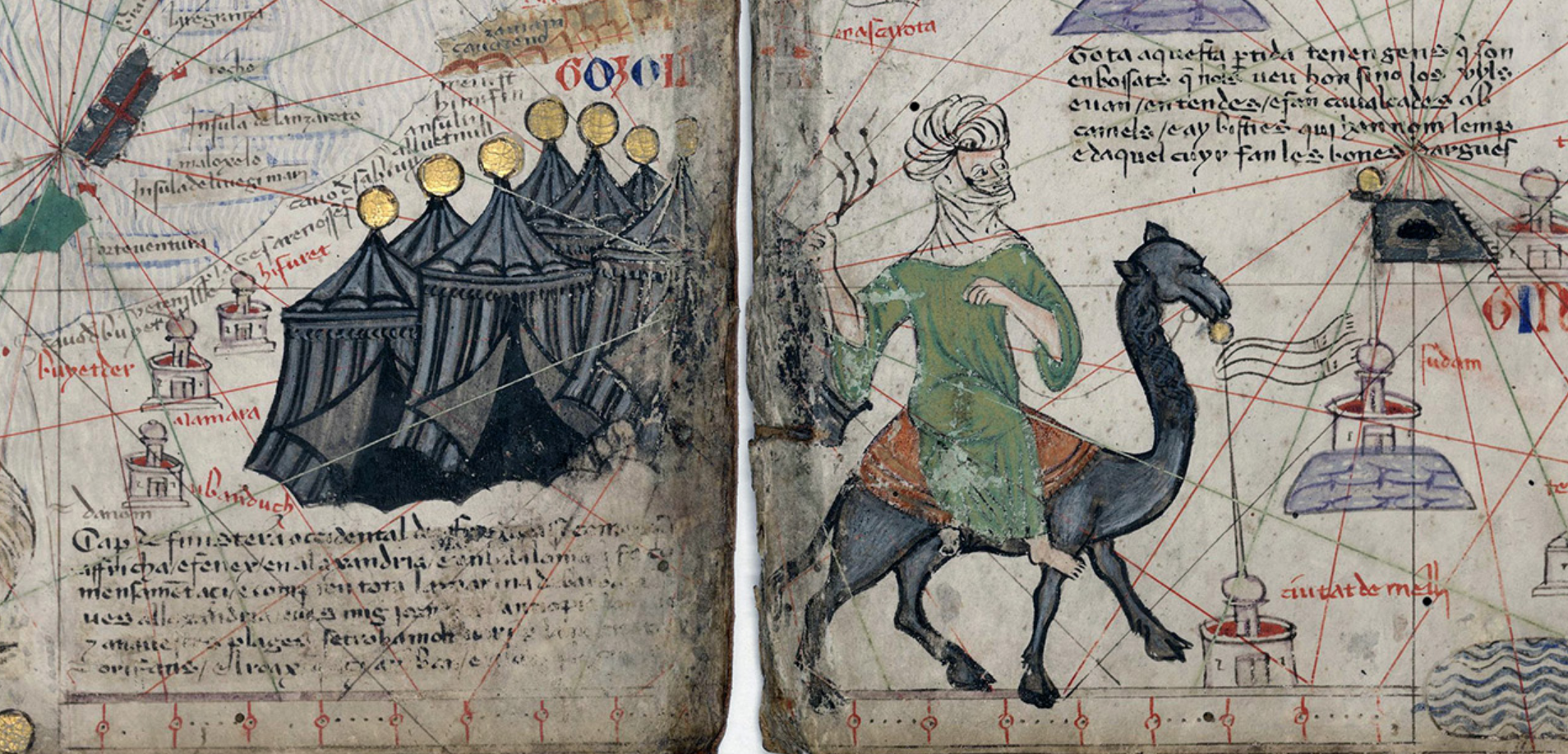
Un membre de la tribu berbère des Sanhadja et ses caravanes.

L'homme voilé monté sur un chameau représente un membre de la tribu berbère des Sanhadja. La légende accolée précise que cette confédération berbère est notamment chargée du commerce transsaharien entre l'ouest subsaharien alors dénommé Guinée et la Méditerranée. Les tentes noires à proximité du personnage attestent du caractère nomade de ces tribus. Elles gagnent en notoriété d'un point de vue des Occidentaux à cette période dans le contexte de la Reconquista en Espagne dans la mesure où les armes issues de leur artisanat sont utilisées par les musulmans de la péninsule dans leurs combats face aux chrétiens. Le texte fait notamment mention du cuir servant à faire les « bonnes targes (boucliers) ».

#### Mansa Moussa

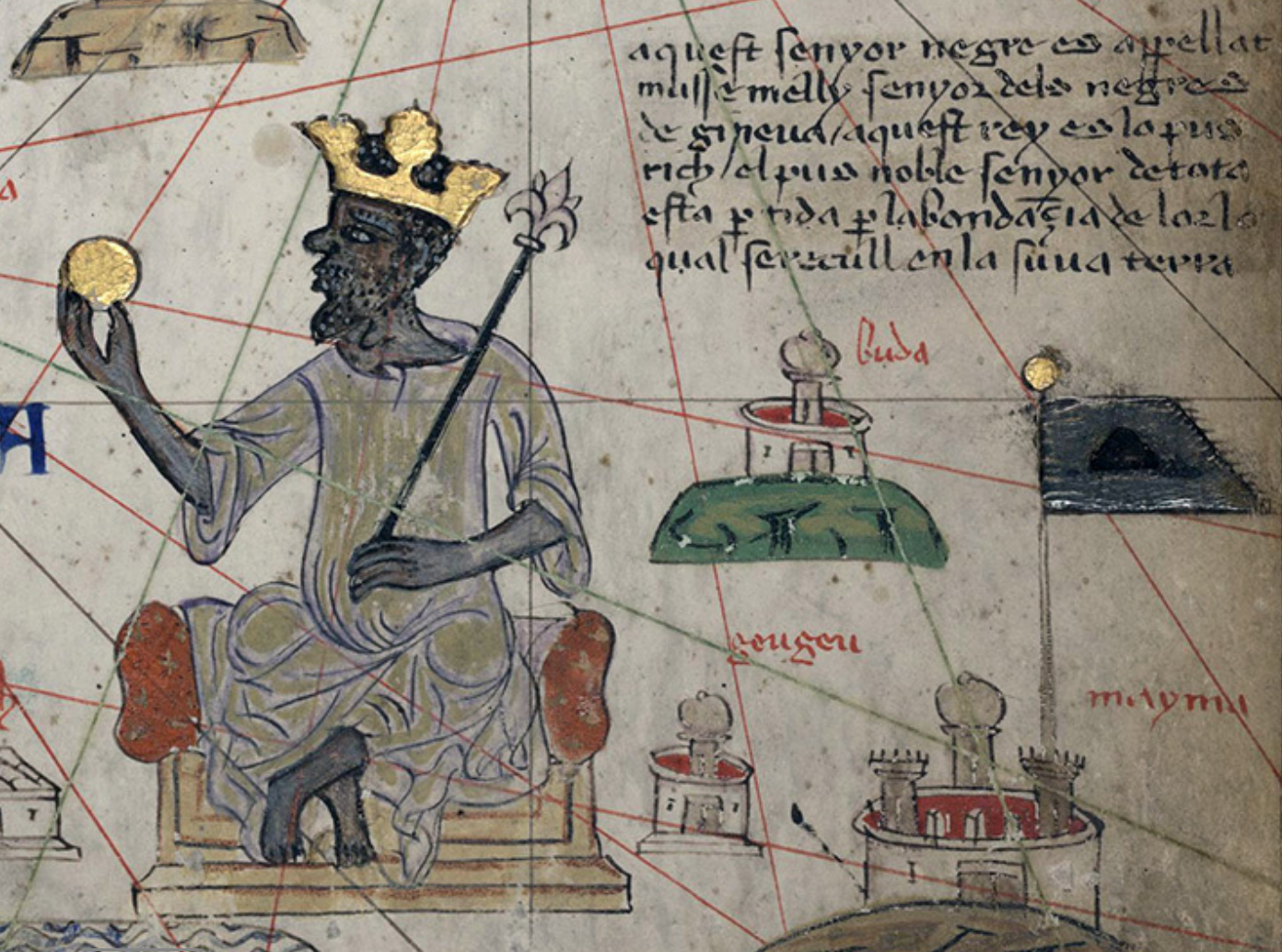
Le roi Mansa Moussa tenant une pépite d'or.

Représenté avec des attributs régaliens européens (la couronne et le sceptre de lys), et tenant un globe d'or symbole de sa richesse, le souverain de l'empire du Mali Mansa Moussa est désigné comme :    
Ce seigneur noir se nomme Mansa Moussa, seigneur des noirs de Guinée. Ce roi est le plus riche et le plus noble seigneur de toute cette partie [du monde] par l'abondance de l'or qu'il extrait de ses terres. 
Cette représentation témoigne du rayonnement culturel et symbolique qu'incarne Mansa Moussa aux yeux des européens de cette époque. Le terme « Guinée » désigne ici de façon plus générale l'Afrique de l'Ouest subsaharienne, région dont Mansa Moussa est souvent représenté comme le roi le plus emblématique. Dès cette époque, la richesse de ce roi permise par les grandes quantités d'or de ses mines impressionne jusqu'en Europe, et cela bien après sa mort.